# NGC 6249
NGC 6249 ist ein offener Sternhaufen im Sternbild Skorpion. NGC 6249 hat eine Helligkeit von 8,2 mag und eine Winkelausdehnung von 6×6 Bogenminuten. Das Objekt wurde am 5. Juni 1826 von James Dunlop entdeckt.